# Михайлов, Сергей Егорович
Сергей Егорович Михайлов (род. 5 марта 1976) — узбекский боксёр, призёр Олимпийских игр, чемпион Азии.

## Биография
Родился в 1976 году в Ошской области (Киргизская ССР, СССР).
С 13 лет начал заниматься боксом в Андижанской республиканской школе олимпийского резерва у заслуженных мастеров спорта Узбекистана Александра Размахова и Марса Кучкарова.
В 1997 году выиграл кубок Узбекистана и был включён в национальную сборную. В том же году выиграл чемпионат Азии и Центральноазиатские игры.
В 1998 году стал чемпионом Азиатских игр.
В 1999 году вновь стал чемпионом Азии.
В 2000 году завоевал бронзовую медаль на Олимпийских играх в Сиднее. Чемпион олимпиады-2000 Лебзяк признал что самый трудный бой у него получился с молодым и перспективным Михайловым.
В 2002 году завоевал золотую медаль Азиатских игр.

## Звания
- Заслуженный спортсмен Республики Узбекистан (2000)[1]
- Орден «Дустлик» (2001)[2]
- «Узбекистон ифтихори» (2002)[3]